# Adenoncos sumatrana
Adenoncos sumatrana es una orquídea epífita originaria de Asia.

## Distribución y hábitat
Se encuentra  en Tailandia, Birmania, Malasia, Borneo y Sumatra en los bosques pantanosos de turba en alturas que alcanzan desde el nivel del mar hasta los 1350 m s. n. m.

## Descripción
Es una planta de pequeño tamaño que prefiere el clima caliente al fresco. Es epífita con un tallo envuelto por completo por vainas imbricadas y basales. La inflorescencia  aparece a continuación en la vaina  y florece alcanzando los 8 mm de largo con  3 a 4 flores fragantes de 5 mm de largo.

## Taxonomía
Adenoncos sumatrana fue descrita por Johannes Jacobus Smith y publicado en Bulletin du Département de l'Agriculture aux Indes Néerlandaises 22: 44. 1909.
Etimología
Adenoncos: nombre genérico que se refiere a las glándulas que posee en el callo, en la base del labelo.
sumatrana: epíteto geográfico que alude a su localización en Sumatra.